# Pseudolmotega annulipes
Pseudolmotega annulipes är en skalbaggsart som beskrevs av Stefan von Breuning 1959. Pseudolmotega annulipes ingår i släktet Pseudolmotega och familjen långhorningar. Inga underarter finns listade i Catalogue of Life.